# Kalisari (Blado)
Kalisari is een bestuurslaag in het regentschap Batang van de provincie Midden-Java, Indonesië. Kalisari telt 1303 inwoners (volkstelling 2010).